# NGC 6729
NGC 6729（Caldwell 68）は、みなみのかんむり座にある反射星雲/輝線星雲である。1861年にヨハン・フリードリヒ・ユリウス・シュミットによって発見された。
みなみのかんむり座R星から南東のみなみのかんむり座T星の方向に向かう扇形の星雲である。みなみのかんむり座R星は、この銀河で最も近い星形成領域の1つである分子雲コンプレックスの中の前主系列星である。